# Thượng viện Hoa Kỳ
Thượng viện Hoa Kỳ (tiếng Anh: United States Senate) là một trong hai viện của Quốc hội Hoa Kỳ. Thượng viện Hoa Kỳ, cùng với Hạ viện Hoa Kỳ, tạo thành cơ quan lập pháp lưỡng viện liên bang của Hoa Kỳ. Cùng với nhau, thẩm quyền của Thượng viện và Hạ viện tuân theo Điều Một của Hiến pháp Hoa Kỳ, có quyền thông qua hoặc bác bỏ các đạo luật liên bang. Ngoài ra, Thượng viện có đặc quyền xác nhận các vị trí do Tổng thống Hoa Kỳ đề cử, phê chuẩn các hiệp ước, thực hiện quyền tư vấn và chuẩn thuận cũng như xét xử các cá nhận bị Hạ viện luận tội. Thượng viện và Hạ viện đóng vai trò kiểm tra và cân bằng quyền lực đối với nhánh hành pháp và tư pháp của chính quyền liên bang. 
Tổ chức và quyền hạn của Thượng viện Hoa Kỳ do Điều Một Hiến pháp Hoa Kỳ quy định. Thượng viện bao gồm 100 thượng nghị sĩ, mỗi tiểu bang bầu hai thượng nghị sĩ. Nhiệm kỳ của thượng nghị sĩ là sáu năm, cứ hai năm là bầu lại một phần ba số thượng nghị sĩ. Từ năm 1789 đến năm 1913, thượng nghị sĩ do cơ quan lập pháp của tiểu bang bầu. Từ khi Tu chính án XVII được phê chuẩn vào năm 1913, bầu cử thượng nghị sĩ được tiến hành theo chế độ phổ thông đầu phiếu
Thượng viện có độc quyền phê chuẩn điều ước, phê chuẩn đề nghị bổ nhiệm thành viên Nội các, thẩm phán liên bang (bao gồm thẩm phán Tòa án tối cao), sĩ quan cờ, bộ trưởng và người đứng đầu các quân chủng. Trường hợp không có ứng cử viên phó tổng thống nào được đa số phiếu bầu của Đại cử tri Đoàn thì Thượng viện bầu phó tổng thống trong hai ứng cử viên được số phiếu bầu cao nhất. Thượng viện luận tội các quan chức bị Hạ viện đàn hặc.
Nghị trường Thượng viện ở cánh phía bắc của Điện Capitol tại Washington, D.C. Phó tổng thống Hoa Kỳ là chủ tịch Thượng viện nhưng chỉ được biểu quyết nếu Thượng viện biểu quyết bế tắc. Trường hợp phó tổng thống vắng mặt thì Chủ tịch Thượng viện tạm quyền điều hành phiên họp, theo quy ước là thượng nghị sĩ lâu năm nhất thuộc đảng đa số. Từ thập niên 1920, đảng đa số và đảng thiểu số bắt đầu chọn lãnh đạo nghị trường. Chương trình kỳ họp của Thượng viện do lãnh đạo nghị trường của đảng đa số quyết định.

## Lịch sử
Vấn đề nóng nhất ở Hội nghị lập hiến là cách phân bố số thượng nghị sĩ giữa các tiểu bang. Các nhà lập hiến ủng hộ thành lập một Quốc hội lưỡng viện bao gồm một Hạ viện là cơ quan đại biểu của nhân dân nhưng bất đồng ý kiến về tổ chức của Thượng viện. Một vài tiểu bang thưa dân dọa ly khai nếu không được  ngang hàng với những tiểu bang đông dân như trong Các điều khoản Hợp bang và đạt được Thỏa hiệp Connecticut.
Thượng viện Hoa Kỳ phỏng theo Viện nguyên lão La Mã. Điều V Hiến pháp Hoa Kỳ quy định không được sửa đổi hiến pháp nhằm tước thượng nghị sĩ của một tiểu bang mà không có tiểu bang đó đồng ý. Từ năm 1959, Hoa Kỳ có 50 tiểu bang nên Thượng viện bao gồm 100 thượng nghị sĩ.

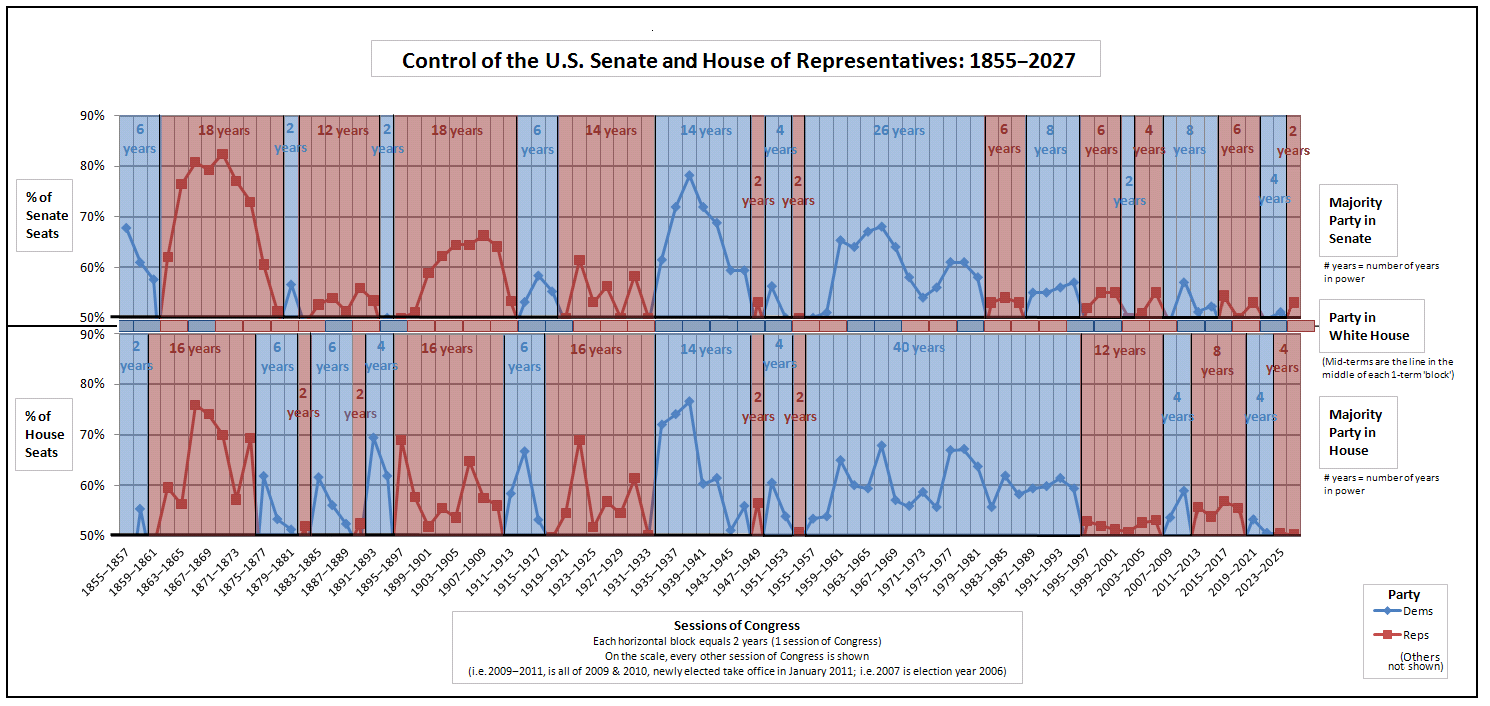
Biểu đồ cho thấy đảng nào kiểm soát Thượng viện, Hạ viện và chức danh tổng từ năm 1855

Trước năm 1913, thượng nghị sĩ do cơ quan lập pháp của tiểu bang bầu ra. Tuy nhiên, dư luận bức xúc về tình trạng khuyết thượng nghị sĩ liên tục do cơ quan lập pháp bế tắc bắt nguồn từ xung đột nội bộ, nạn hối lộ và uy hiếp nên dần dần ủng hộ sửa đổi hiến pháp cho bầu trực tiếp thượng nghị sĩ.

## Thành viên

Các thượng nghị sĩ Quốc hội Hoa Kỳ khóa 118

### Tư cách thành viên
Khoản 3, Điều I Hiến pháp Hoa Kỳ quy định ba yêu cầu đối với một thượng nghị sĩ: (1) phải đủ 30 tuổi trở lên; (2) phải có quốc tịch Mỹ ít nhất chín năm; (3) phải là cư dân của tiểu bang nơi ứng cử. Yêu cầu về tuổi và quốc tịch đối với một thượng nghị sĩ chặt chẽ hơn so với một hạ nghị sĩ.
Thượng viện tự xác nhận tư cách thượng nghị sĩ. Vào thời kỳ đầu, Thượng viện không xem xét kĩ hồ sơ của ứng cử viên nên đã xác nhận sai tư cách thượng nghị sĩ của bốn người: Henry Clay (29 tuổi vào năm 1806), John Jordan Crittenden (29 tuổi vào năm 1817), Armistead Thomson Mason (28 tuổi vào năm 1816) và John Eaton (28 tuổi vào năm 1818). Thượng viện chưa để lọt ai khác kể từ đó. Năm 1934, Rush D. Holt Sr. trúng cử thượng nghị sĩ ở tuổi 29 nhưng đợi đến 30 tuổi mới tuyên thệ nhậm chức. Năm 1972, Joe Biden trúng cử thượng nghị sĩ ở tuổi 29 và cũng đợi đến 30 tuổi mới tuyên thệ nhậm chức vào năm sau.
Tu chính án XIV Hiến pháp Hoa Kỳ tước tư cách thượng nghị sĩ đối với quan chức liên bang, tiểu bang từng tuyên thệ nhậm chức ủng hộ Hiến pháp Hoa Kỳ nhưng đã bội ước tạo phản hoặc giúp đỡ địch của Hoa Kỳ. Mục đích là cấm những người từng theo Liên minh miền Nam trong Nội chiến Hoa Kỳ vào chính quyền. Tuy nhiên, Tu chính án XIV cũng quy định Quốc hội có quyền xóa án tích nếu hai phần ba số nghị sĩ mỗi viện biểu quyết tán thành.

### Bầu cử và nhiệm kỳ
Ban đầu, thượng nghị sĩ do cơ quan lập pháp của tiểu bang bầu. Đầu thế kỷ 20, 29 tiểu bang đã quy định phổ thông đầu phiếu đối với bầu cử thượng nghị sĩ. Năm 1913, Tu chính án XVII được phê chuẩn, quy định bầu cử thượng nghị sĩ được tiến hành theo phổ thông đầu phiếu trên toàn quốc.

#### Nhiệm kỳ
Nhiệm kỳ của thượng nghị sĩ là sáu năm; cứ hai năm là bầu lại một phần ba số thượng nghị sĩ. Các thượng nghị sĩ của Quốc hội khóa 1 được chia thành ba nhóm ghế, nhóm ghế thứ nhất hết nhiệm kỳ sau hai năm, nhóm ghế thứ hai sau bốn năm, nhóm ghế thứ ba sau sáu năm. Không bầu lại cả hai thượng nghị sĩ của một tiểu bang trong một cùng cuộc bầu cử, trừ phi bầu bổ sung. Thượng nghị sĩ không có giới hạn nhiệm kỳ.
Ban đầu, khoản 4 Điều I Hiến pháp Hoa Kỳ quy định Quốc hội họp vào ngày thứ ba trong tháng 12. Về sau, Tu chính án XX quy định lại Quốc hội họp mỗi năm ít nhất một kỳ vào trưa ngày thứ ba trong tháng 1, trừ phi luật định ngày khác. Những kỳ họp khác, Quốc hội quyết định ngày khai mạc, bế mạc và chương trình kỳ họp. Khoản 3, Điều I quy định tổng thống có quyền triệu tập kỳ họp bất thường Quốc hội.

#### Bầu cử
Bầu cử Thượng viện được tiến hành vào thứ Ba đầu tiên sau thứ Hai đầu tiên trong tháng 11 năm chẵn cùng lúc với bầu cử Hạ viện. Thượng nghị sĩ do cử tri toàn tiểu bang bầu ra. Khoản 4, Điều I Hiến pháp Hoa Kỳ quy định mỗi tiểu bang quyết định thể lệ bầu cử thượng nghị sĩ nhưng Quốc hội có quyền ban hành thể lệ bầu cử chung. Mỗi tiểu bang có quy định riêng về tư cách ứng cử.
Ở 45 tiểu bang, bầu cử sơ bộ trong Đảng Cộng hòa và Đảng Dân chủ (với một số đảng nhỏ nhất định) được tiến hành trước bầu cử Quốc hội một vài tháng. Ứng cử viên dự bị chỉ cần được đa số tương đối phiếu bầu tại phần lớn các tiểu bang nhưng một vài tiểu bang yêu cầu tổ chức bầu cử lại nếu không có ứng cử viên nào đạt đa số tuyệt đối. Ứng cử viên thượng nghị sĩ trúng cử nếu được đa số tương đối phiếu bầu.

#### Khuyết thượng nghị sĩ
Tu chính án XVII Hiến pháp Hoa Kỳ quy định trong trường hợp khuyết thượng nghị sĩ thì thống đốc tiểu bang bổ nhiệm thượng nghị sĩ tạm quyền cho đến khi bầu bổ sung xong. Thượng nghị sĩ dự khuyết giữ chức vụ cho đến hết nhiệm kỳ cũ. Trường hợp bầu cử bổ sung trùng bầu cử thượng nghị sĩ còn lại của tiểu bang thì phải tổ chức riêng.
Các tiểu bang ban hành quy định khác nhau để thi hành Tu chính án XVII. Đại khái có ba thể lệ:
- Bốn tiểu bang – North Dakota, Oregon, Rhode Island, và Wisconsin – không cho phép thống đốc bổ nhiệm thượng nghị sĩ tạm quyền mà quy định phải tổ chức bầu cử bổ sung.[13]:7–8
- Tám tiểu bang – Alaska, Connecticut, Louisiana, Massachusetts, Mississippi, Texas, Vermont, và Washington – cho phép thống đốc bổ nhiệm thượng nghị sĩ tạm quyền nhưng yêu cầu cấp tốc tổ chức bầu cử bổ sung.[13]:10–11
- 38 tiểu bang còn lại quy định thượng nghị sĩ tạm quyền do thống đốc bổ nhiệm, giữ chức vụ cho đến hết nhiệm kỳ cũ hoặc bầu cử tiểu bang tiếp theo.[13]:8–9

Mười tiểu bang thuộc thuộc nhóm thứ ba – Arizona, Hawaii, Kentucky, Maryland, Montana, North Carolina, Oklahoma, Utah, West Virginia, và Wyoming – yêu cầu thống đốc phải bổ nhiệm thượng nghị sĩ của cùng một đảng của thượng nghị sĩ tiền nhiệm.:9

### Tuyên thệ nhậm chức
Hiến pháp Hoa Kỳ quy định thượng nghị sĩ phải tuyên thệ nhậm chức ủng hộ Hiến pháp Hoa Kỳ. Quốc hội quy định cụ thể lời tuyên thệ nhậm chức đối với tất cả quan chức liên bang (ngoại trừ tổng thống) như sau:
I, ___ ___, do solemnly swear (or affirm) that I will support and defend the Constitution of the United States against all enemies, foreign and domestic; that I will bear true faith and allegiance to the same; that I take this obligation freely, without any mental reservation or purpose of evasion; and that I will well and faithfully discharge the duties of the office on which I am about to enter. So help me God.

### Lương và các chế độ, chính sách

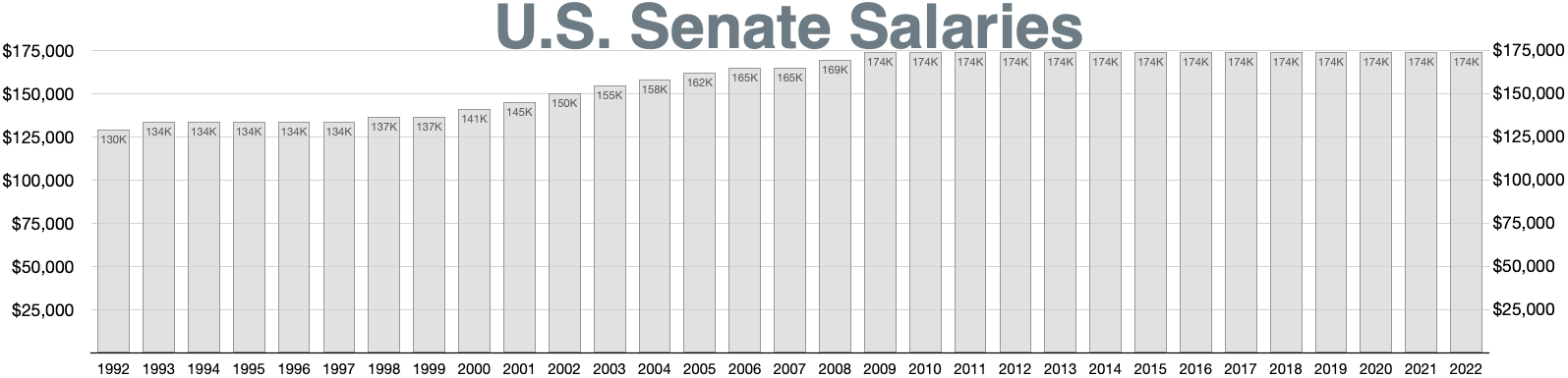
Lương của thượng nghị sĩ

Từ năm 2009, thượng nghị sĩ được trả mức lương hằng năm là 174.000 đô la Mỹ, chủ tịch Thượng viện tạm quyền và các lãnh đạo đảng được trả 193.400 đô la Mỹ. Năm 2018, hơn 50 thượng nghị sĩ là triệu phú.

### Thâm niên
Thâm niên là một yếu tố quyết định văn phòng và sự phân công ủy ban của thượng nghị sĩ. Nếu hai thượng nghị sĩ hòa thì sẽ so sánh những nhân tố như lý lịch công vụ và dân số của tiểu bang.

### Bãi nhiệm và những thủ tục kỷ luật khác
Thượng viện có quyền bãi nhiệm một thượng nghị sĩ nếu hai phần ba số thượng nghị sĩ biểu quyết tán thành. Trong lịch sử Thượng viện có 15 thượng nghị sĩ bãi nhiệm: William Blount bị bãi nhiệm vào năm 1797 vì tội phản quốc; 14 thượng nghị sĩ bị bãi nhiệm vào năm 1861 và 1862 vì ủng hộ Liên minh miền Nam ly khai. Từ năm 1862, chưa có thượng nghị sĩ nào bị bãi nhiệm nhưng nhiều thượng nghị sĩ đã từ chức trước khi Thượng viện tiến hành trình tự bãi nhiệm. Thượng viện có quyền khiển trách một thượng nghị sĩ với đa số biểu quyết tán thành.

## Đảng đa số và đảng thiểu số
Đảng đa số là đảng một mình chiếm đa số trong Thượng viện hoặc liên minh với những đảng khác mà chiếm đa số. Trường hợp hai đảng ngang nhau về số thượng nghị sĩ thì đảng tịch của phó tổng thống quyết định đảng nào là đảng đa số. Chủ tịch Thượng viện tạm quyền, chủ nhiệm các ủy ban và một vài chức danh khác đều thuộc đảng đa số.

### Chỗ ngồi

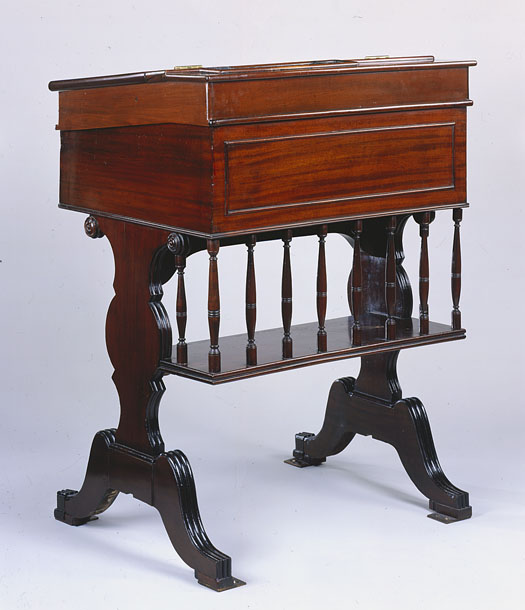
Bàn làm việc của Thượng viện

Ở đằng trước nghị trường Thượng viện là đài chủ tịch, bậc cao nhất là nơi chủ tọa Thượng viện ngồi, bậc thấp hơn là nơi thư ký và những quan chức khác ngồi. Có 100 bàn làm việc được sắp xếp thành hình bán nguyệt, ở giữa là lối đi. Theo truyền thống, thượng nghị sĩ thuộc Đảng Dân chủ ngồi bên phải đài chủ tịch, thượng nghị sĩ thuộc Đảng Cộng hòa ngồi bên trái.
Lãnh đạo của mỗi đảng ngồi hàng ghế đầu bên lối đi chính giữa. Bộ nội thất ban đầu của Thượng viện bị thiêu hủy trong Trận đốt cháy Washington 1812. Hiện Thượng viện còn 48 chiếc bàn làm việc có từ năm 1819 sau khi trụ sở được xây dựng lại. Truyền thống là mỗi thượng nghị sĩ sẽ khắc tên mình trong ngăn kéo bàn làm việc.

## Các chức danh

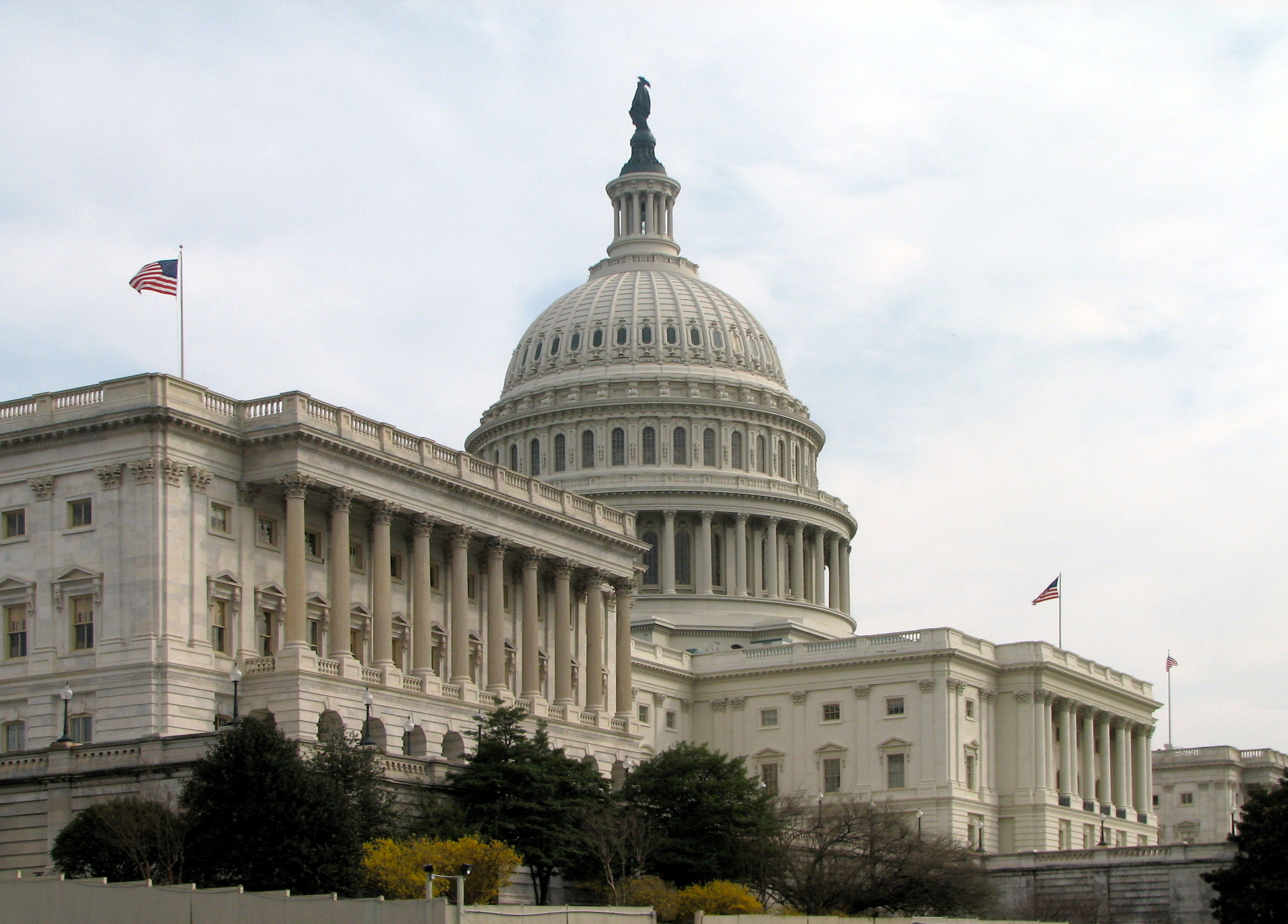
Cánh Thượng viện của Điện Capitol ở Washington, D.C.

Thượng viện tự bầu các chức danh, ngoại trừ chủ tịch Thượng viện (là phó tổng thống). Các chức danh Thượng viện duy trì trật tự, quản lý chương trình làm việc và thi hành nội quy.

### Chủ tọa
Phó tổng thống là chủ tịch Thượng viện nhưng chỉ được biểu quyết nếu Thượng viện biểu quyết hòa. Việc chủ tọa phiên họp Thượng viện từng là một trong những nhiệm vụ chính của phó tổng thống (một nhiệm vụ khác là kiểm phiếu bầu tổng thống, phó tổng thống của Đại cử tri Đoàn trước Thượng viện và Hạ viện) nhưng từ thập niên 1950 phó tổng thống thường chỉ chủ trì những buổi lễ như lễ tuyên thệ nhậm chức các thượng nghị sĩ, phiên họp chung của Quốc hội và lễ công bố những luật, quyết định bổ nhiệm quan trọng.
Chủ tịch Thượng viện tạm quyền do Thượng viện bầu, có nhiệm vụ chủ tọa phiên họp Thượng viện trong trường hợp phó tổng thống vắng mặt. Theo quy ước, chủ tịch Thượng viện tạm quyền là thượng nghị sĩ thâm niên nhất thuộc đảng đa số. Giống như phó tổng thống, chủ tịch Thượng viện tạm quyền phân công điều hành phiên họp luân phiên mỗi tiếng cho một thượng nghị sĩ thuộc đảng đa số, thường là một thượng nghị sĩ tân binh để cho tập cho quen nội quy, quy trình của Thượng nghị viện.
Chủ tọa Thượng viện ngồi ở đằng trước của nghị trường Thượng viện. Chủ tọa Thượng viện mời thượng nghị sĩ phát biểu (nội quy Thượng viện quy định thượng nghị sĩ nào đứng dậy trước được phát biểu), quyết định các vấn đề nội quy và công bố kết quả biểu quyết.

### Lãnh đạo đảng tại nghị trường
Mỗi đảng chọn một lãnh đạo và một phó lãnh đạo nghị trường. Lãnh đạo nghị trường là người phát ngôn chính của đảng. Lãnh đạo nghị trường của đảng đa số quyết định chương trình nghị sự của Thượng viện. Phó lãnh đạo nghị trường có nhiệm vụ bảo đảm kỷ luật đảng về biểu quyết.

### Chức danh không phải là thượng nghị sĩ
Ngoài phó tổng thống ra, Thượng viện có một vài chức danh không phải là thượng nghị sĩ. Thư ký Thượng viện là chức danh quản lý chính của Thượng viện, có nhiệm vụ quản lý sổ sách, giải ngân tiền lương, cung cấp đồ dùng văn phòng và giám sát các thư ký. Phó thư ký Thượng viện giúp thư ký Thượng viện. Cảnh vệ Thượng viện có nhiệm vụ giám sát việc duy trì trật tự, an ninh tại Thượng viện, công việc hằng ngày do Cảnh sát Quốc hội phụ trách. Thượng viện bầu một mục sư.

## Hoạt động

### Phiên họp
Thượng viện họp ở Điện Capitol tại Washington, D.C. Ở đằng trước của nghị trường Thượng viện là đài chủ tịch nơi chủ tọa Thượng viện ngồi. Các thư ký và những chức danh khác ngồi trên bậc thấp hơn của đài chủ tịch. Thượng viện thường họp vào các ngày trong tuần, phiên họp bắt đầu với một lời cầu nguyện. Phiên họp Thượng viện công khai và được phát sóng trực tiếp trên truyền hình.
Thượng viện thường sẽ nhất trí bỏ qua một vài quy định của nội quy theo thỏa thuận giữa các lãnh đạo đảng. Hiếm khi một thượng nghị sĩ phản đối thỏa thuận giữa các đảng. Chủ tọa Thượng viện điều hành phiên họp theo nội quy Thượng viện và có quyền cảnh cáo thượng nghị sĩ vi phạm. Chủ tọa Thượng viện duy trì trật tự bằng cách đập búa.
Hiến pháp Hoa Kỳ quy định phải có ít nhất quá nửa tổng số thượng nghị sĩ có mặt thì Thượng viện mới được tiến hành công việc. Thượng viện mặc định có đủ thượng nghị sĩ trừ phi một thượng nghị sĩ yêu cầu điểm danh. Trên danh nghĩa thì yêu cầu điểm danh để xác định có đủ thượng nghị sĩ hay không nhưng thực chất là nhằm câu giờ cho thượng nghị sĩ đăng đàn hay các lãnh đạo đảng thương lượng xong. Một khi xong việc thì một thượng nghị sĩ có thể yêu cầu Thượng viện nhất trí rút lại yêu cầu điểm danh.

#### Tranh luận
Thượng nghị sĩ chỉ được phát biểu tranh luận nếu được chủ tọa Thượng viện mời. Tuy nhiên, chủ tọa Thượng viện phải mời phát biểu thượng nghị sĩ nào đứng dậy trước nên thực tế là chủ tọa không kiểm soát được cuộc tranh luận. Thông thường lãnh đạo đảng đa số và lãnh đạo đảng thiểu số được ưu tiên phát biểu tranh luận ngay cả khi một thượng nghị sĩ khác đứng dậy trước. Nội quy Thượng viện quy định mọi phát biểu đều phải là với chủ tọa và không được dùng tên của thượng nghị sĩ khác mà phải xưng ngôi thứ ba. Thượng nghị sĩ đứng dậy phát biểu tại bàn làm việc.
Ngoài quy định về phép lịch sự ra thì không có giới hạn về nội dung của phát biểu, thậm chí phát biểu không phải liên quan tới vấn đề nghị sự.
Nội quy Thượng viện quy định thượng nghị sĩ không được phát biểu hơn hai lần về cùng một kiến nghị hoặc dự án luật trong một ngày lập pháp. Ngày lập pháp bắt đầu khi Thượng viện họp và kết thúc khi Thượng viện ngừng họp nên không nhất thiết là trùng với ngày bình thường. Thượng viện được tùy ý phát biểu ngắn dài nhưng Thượng viện thường nhất trí giới hạn thời gian phát biểu hoặc luật quy định thời gian phát biểu cụ thể trong một số trường hợp (ví dụ như đối với ngân sách nhà nước).

#### Tranh luận câu giờ
Một thượng nghị sĩ có thể phát biểu tranh luận nhằm kéo dài vô thời hạn thời gian xem xét một dự án luật hoặc một kiến nghị, gọi là filibuster (tranh luận câu giờ). Thượng viện có quyền chấm dứt tranh luận nếu ba phần năm số thượng nghị sĩ biểu quyết tán thành. Trường hợp vấn đề tranh luận là sửa đổi nội quy Thượng viện thì phải có hai phần ba số thượng nghị sĩ biểu quyết tán thành. Bất cứ kiến nghị hay dự án luật nào mà không được ba phần năm số thượng nghị sĩ ủng hộ thì luôn luôn thất bại. Hiếm khi có đề nghị chấm dứt tranh luận bởi một dự án luật hay một kiến nghị phải có sự ủng hộ của cả hai đảng thì mới dám đưa ra Thượng viện xem xét.
Trường hợp Thượng viện quyết định chấm dứt tranh luận thì thượng nghị sĩ được phát biểu thêm 30 tiếng trừ phi ba phần năm số thượng nghị sĩ biểu quyết tăng thời hạn. Bài phát biểu tranh luận câu giờ dài nhất trong lịch sử Thượng viện là của Thượng nghị sĩ Strom Thurmond, ông phát biểu hơn 24 tiếng nhằm chặn Luật Dân quyền năm 1957 song bất thành.
Đối với dự toán ngân sách nhà nước thì Thượng viện được giới hạn thời gian phát biểu là 20 tiếng và thượng nghị sĩ không được câu giờ trong trường hợp nhất định.

#### Biểu quyết tranh luận
Sau khi tranh luận kết thúc thì Thượng viện tiến hành biểu quyết. Theo thủ tục biểu quyết bằng miệng thì chủ tọa đưa ra vấn đề cần biểu quyết, các thượng nghị sĩ trả lời tán thành hoặc không tán thành, rồi chủ tọa công bố kết quả biểu quyết. Một thượng nghị sĩ có quyền yêu cầu biểu quyết điểm danh. Tuy phải được một phần năm số thượng nghị sĩ có mặt tán thành nhưng thực tế là yêu cầu luôn được tán thành. Theo thủ tục biểu quyết điểm danh thì thư ký điểm danh từng thượng nghị sĩ theo thứ tự bảng chữ cái và thượng nghị sĩ biểu quyết. Những thượng nghị sĩ không có mặt tại nghị trường khi được điểm danh vẫn có thể biểu quyết miễn là chưa hết thời hạn biểu quyết. Chủ tọa quyết định thời hạn biểu quyết nhưng phải ít nhất 15 phút. Trường hợp biểu quyết hòa thì phó tổng thống được biểu quyết. Phái có quá nửa số thượng nghị sĩ có mặt biểu quyết tán thành thì luật, nghị quyết mới được thông qua

#### Phiên họp kín
Trường hợp thảo luận những vấn đề nhạy cảm như quốc phòng an ninh, thông điệp riêng tư của tổng thống hoặc luận tội thì Thượng viện thường họp kín. Một thượng nghị sĩ có quyền đề nghị họp kín và phải được ít nhất một thượng nghị sĩ khác tán thành nhưng chỉ cho chiếu lệ do các đảng thường đã thỏa thuận trước. Trong phiên họp kín, Thượng viện khóa cửa, tắt máy quay và mời ra ngoài tất cả những ai không phận sự. Trừ phi Thượng viện quyết định công bố thì biên bản phiên họp kín được bảo mật tại cục lưu trữ quốc gia.

### Lịch
Thượng viện có hai lịch làm việc là Lịch Thượng viện và Lịch hành pháp. Lịch Thượng viện liệt kê những dự án luật, nghị quyết mà Thượng viện cần biểu quyết. Lịch hành pháp liệt kê những nghị quyết hành chính, điều ước và đề nghị bổ nhiệm mà ủy ban Thượng viện đã đưa ra Thượng viện biểu quyết.

### Ủy ban

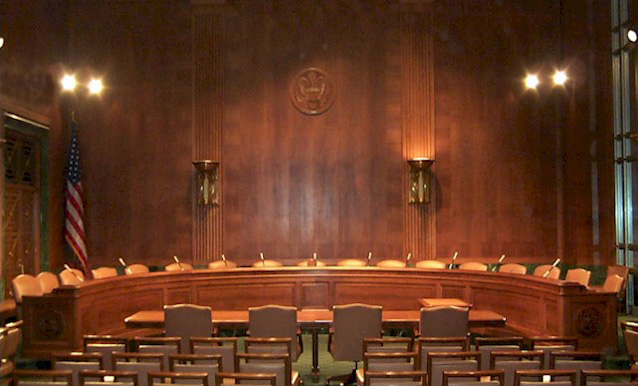
Phòng ủy ban 226 tại Tòa nhà Văn phòng Thượng viện Dirksen là nơi tiến hành điều trần của Ủy ban Tư pháp Thượng viện.

Ủy ban Thượng viện có nhiệm vụ thẩm tra dự án luật và giám sát chính phủ. Sự phân công ủy ban do mỗi đảng quyết định theo nguyện vọng của các thượng nghị sĩ, ưu tiên cho những thượng nghị sĩ thâm niên. Số ủy viên của mỗi đảng căn cứ vào số thượng nghị sĩ của đảng đó.
Thượng viện có 16 ủy ban. Mỗi ủy ban thẩm tra dự án luật thuộc lĩnh vực của ủy ban và xem xét đề nghị bổ nhiệm của tổng thống thuộc lĩnh vực của ủy ban. Ví dụ: Ủy ban Tư pháp Thượng viện xem xét đề nghị bổ nhiệm thẩm phán, Ủy ban Đối ngoại Thượng viện xem xét đề nghị bổ nhiệm tại Bộ Ngoại giao. Ngoài ra, ủy ban Thượng viện giám sát các cơ quan chính phủ. Ủy ban Thượng viện có quyền họp điều trần và triệu tập người ra trước ủy ban giải trình.
Thượng viện có một vài ủy ban chuyên trách như Ủy ban chuyên trách quy tắc ứng xử Thượng viện và Ủy ban chuyên trách người già. Thượng viện có quyền thành lập một ủy ban lâm thời để điều tra về một vấn đề nhất định. Ví dụ: Ủy ban Watergate Thượng viện có nhiệm vụ điều tra về vụ bê bối Watergate.
Quốc hội có những ủy ban chung bao gồm cả hạ nghị sĩ và thượng nghị sĩ. Ví dụ: Ủy ban chung về Thư viện Quốc hội có nhiệm vụ quản lý Thư viện Quốc hội, Ủy ban chung về thuế có nhiệm vụ kiến nghị các vấn đề thuế. Tuy nhiên, ủy ban chung không có quyền xem xét dự án luật hay đề nghị bổ nhiệm nên kém hơn hẳn ủy ban của mỗi viện.
Chủ nhiệm ủy ban Thượng viện lãnh đạo công tác của ủy ban. Chủ nhiệm thường là một thượng nghị sĩ thuộc đảng đa số do Thượng viện bầu ra nhưng thâm niên là một nhân tố quan trọng. Ban đầu, chủ nhiệm ủy ban có quyền lực cá nhân rất lớn. Chủ nhiệm ủy ban quyết định thời gian thẩm tra dự án luật, xem xét đề nghị bổ nhiệm và chỉ đạo việc thảo luận những dự án luật mà ủy ban đưa ra Thượng viện. Những thượng nghị sĩ lọt vào mắt xanh của chủ nhiệm ủy ban thường hoạt động hiệu quả hơn những thượng nghị sĩ không hợp ý. Từ thập niên 1970, Thượng viện cải cách nội quy, quy trình làm việc nhằm tăng cường chế độ công tác tập thể của ủy ban, giảm quyền hạn của chủ nhiệm. Dưới chủ nhiệm ủy ban là ủy viên cấp thứ thuộc đảng thiểu số. Trường hợp Ủy ban Tình báo và Ủy ban chuyên trách quy tắc ứng xử thì có phó chủ nhiệm thuộc đảng thiểu số.

## Các tòa nhà văn phòng Thượng viện
Hiện tại có ba tòa nhà văn phòng Thượng viện ở phía bắc Điện Capitol: Tòa nhà Văn phòng Thượng viện Russell, Tòa nhà Văn phòng Thượng viện Dirksen và Tòa nhà Văn phòng Thượng viện Hart.

## Quyền hạn

### Lập pháp
Thượng nghị sĩ có quyền trình dự án luật trước Thượng viện nhưng khoản 7, Điều I Hiến pháp Hoa Kỳ quy định chỉ hạ nghị sĩ mới có quyền trình dự án luật về thu ngân sách nhà nước. Ngoài ra, Hạ viện từ chối thẩm tra dự án luật về chi ngân sách nhà nước bắt nguồn từ Thượng viện mặc dù Hiến pháp Hoa Kỳ không quy định về dự án luật chi ngân sách nhà nước. Quy định hiến pháp về ngân sách nhà nước bắt nguồn từ hiến lệ của Quốc hội Anh quy định chỉ Hạ viện mới có quyền trình ngân sách nhà nước.
Tuy nhiên, Thượng viện trên thực tế ngang hàng với Hạ viện về ngân sách nhà nước. Tổng thống Woodrow Wilson giải thích:
Quyền sửa đổi dự toán chi ngân sách nhà nước của Thượng viện đã được trao phạm vi lớn nhất có thể. Thượng viện có thể tùy ý bổ sung điều khoản bất kì; có thể vượt phạm vi ban đầu và thêm những điều khoản hoàn toàn mới, thay đổi không chỉ dự toán mà còn nội dung khoản chi và biến đổi gần như hoàn toàn dự toán của Hạ viện.

Luật, ngân sách nhà nước phải được Thượng viện và Hạ viện thông qua thì mới được trình tổng thống ban hành. Trường hợp hai viện thông qua hai dự thảo khác nhau thì hai viện phải thống nhất dự thảo luật hoặc Quốc hội thành lập một ủy ban hòa hợp lưỡng viện để xem xét.

### Kiểm soát quyền lực
Hiến pháp Hoa Kỳ quy định một vài cơ chế kiểm soát quyền lực đặc biệt cho Thượng viện: Thượng viện phê chuẩn một số đề nghị bổ nhiệm của tổng thống; phê chuẩn điều ước quốc tế; luận tội các quan chức bị đàn hặc; và bầu phó tổng thống trong trường hợp không có ứng cử viên nào được đa số phiếu bầu trong Đại cử tri Đoàn.

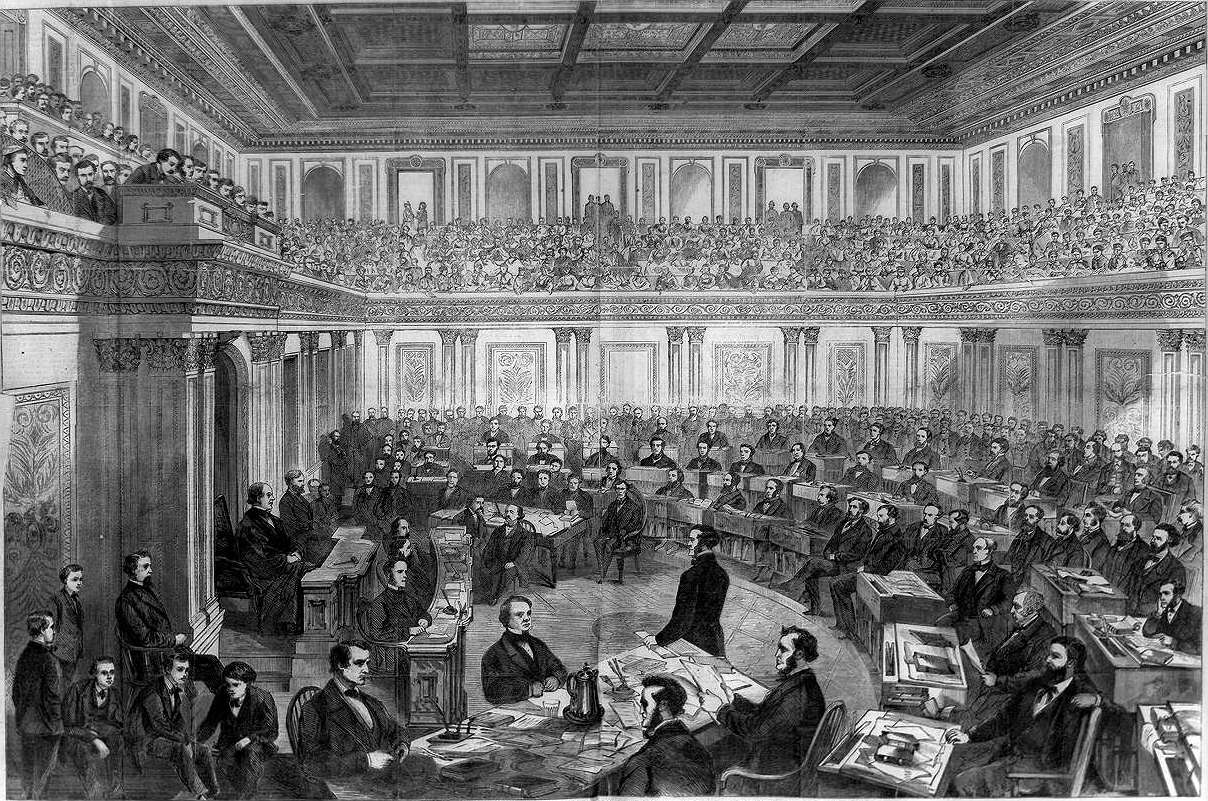
Thượng viện luận tội các quan chức bị đàn hặc; trong bản vẽ của Theodore R. Davis là phiên luận tội Tổng thống Andrew Johnson, năm 1868

Khoản 2, Điều II Hiến pháp Hoa Kỳ quy định một số đề nghị bổ nhiệm của tổng thống phải được Thượng viện phê chuẩn, bao gồm thành viên Nội các, thủ trưởng cơ quan hành chính liên bang, đại sứ, thẩm phán Tòa án tối cao và những thẩm phán khác. Tuy nhiên, Quốc hội đã thông qua luật cho phép tổng thống bổ nhiệm nhiều chức danh mà không cần phải có Thượng viện phê chuẩn. Theo quy trình phê chuẩn, thông thường một ủy ban Thượng viện sẽ xem xét đề nghị bổ nhiệm trước rồi đưa ra Thượng viện biểu quyết. Đa số đề nghị bổ nhiệm đều được phê chuẩn nhưng có trường hợp ủy ban Thượng viện chủ ý không xem xét đề nghị bổ nhiệm nhằm chặn nó. Hiếm khi Thượng viện bác bỏ đề nghị bổ nhiệm do tổng thống sẽ rút đề nghị nếu thấy không khả thi (trong lịch sử Hoa Kỳ chỉ có chín ứng cử viên Nội các bị bác bỏ đề nghị bổ nhiệm).
Quyền phê chuẩn đề nghị bổ nhiệm của Thượng viện có một số giới hạn. Ví dụ: Hiến pháp Hoa Kỳ quy định tổng thống có quyền bổ nhiệm chức danh trong thời gian Thượng viện ngừng họp mà không cần phải có phê chuẩn. Mặc dù quyết định bổ nhiệm hết hiệu lực khi Thượng viện họp lại nhưng nhiều tổng thống thường xuyên dùng quyền hạn này nhằm tránh khả năng Thượng viện bác bỏ đề nghị. Ngoài ra, Tòa án tối cao đã quyết định rằng tổng thống miễn nhiệm các chức danh không cần phải có Thượng viện phê chuẩn.

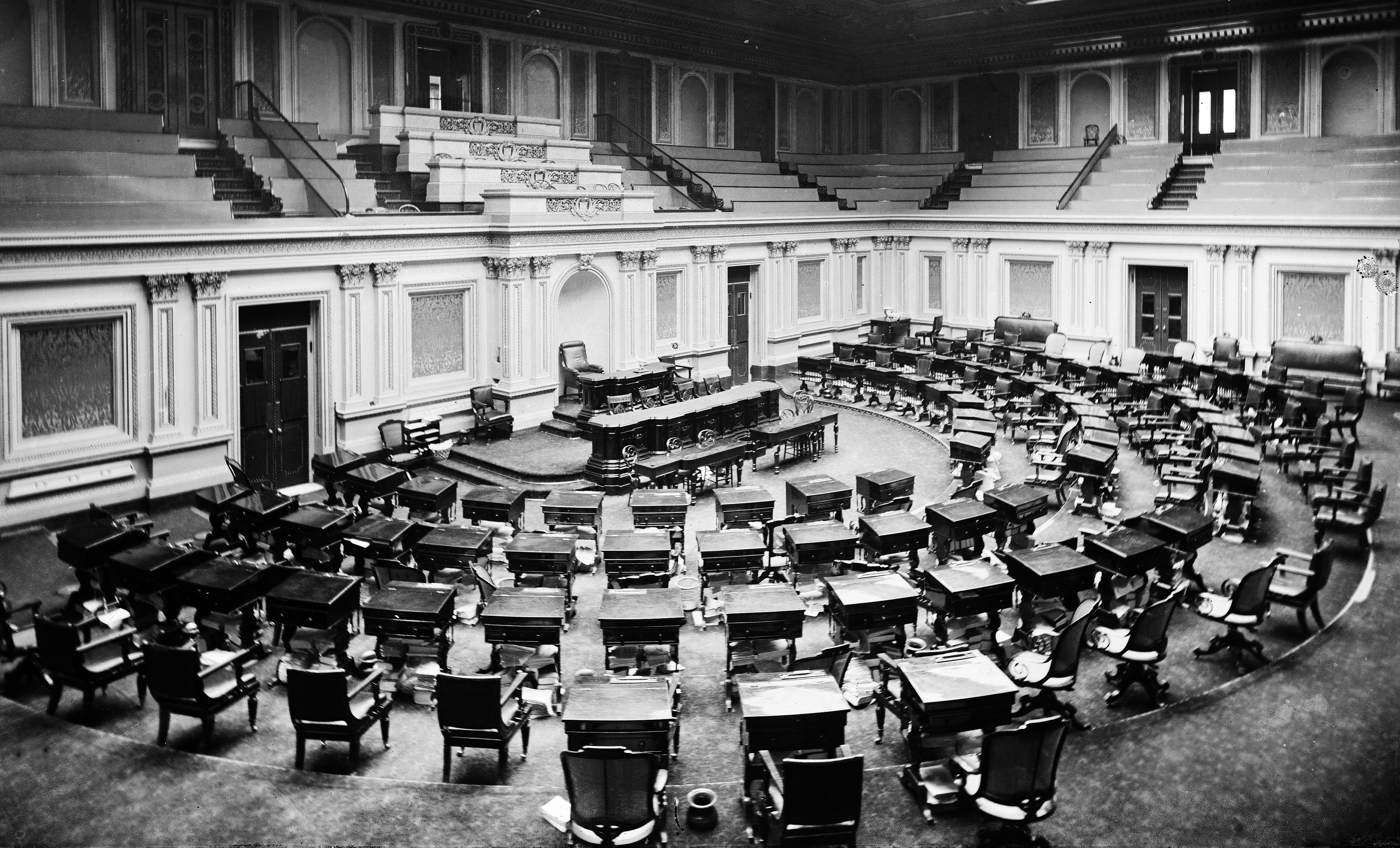
Nghị trường Thượng viện Hoa Kỳ k. 1873: có thể thấy hai hoặc ba ống nhổ ở bên cạnh bàn làm việc

Thượng viện quyết định phê chuẩn điều ước quốc tế nếu hai phần ba số thượng nghị sĩ có mặt biểu quyết tán thành. Tuy nhiên, Quốc hội đã thông qua luật cho phép tổng thống đàm phán, ký một số điều ước quốc tế nhất định mà không cần Thượng viện phê chuẩn. Ngoài ra, tổng thống có quyền ký một số điều ước quốc tế nhất định mà chỉ cần mỗi viện Quốc hội thông qua với đa số tán thành. Tuy Hiến pháp Hoa Kỳ không quy định về những loại thỏa thuận quốc tế này nhưng tòa án đã chấp nhận tính hợp hiến của nó.
Thượng viện quyết định luận tội những quan chức bị Hạ viện đàn hạch về "tội phản quốc, tội nhận hối lộ và những trọng tội khác". Trường hợp luận tội tổng thống thì chánh án Tòa án tối cao chủ trì phiên luận tội. Các thượng nghị sĩ tham gia phiên luận tội đều phải tuyên thệ. Kết tội phải được hai phần ba số thượng nghị sĩ có mặt biểu quyết tán thành. Quan chức bị kết tội đương nhiên bị cách chức; ngoài ra, Thượng viện có quyền cấm giữ chức vụ nhưng không được tuyên hình phạt khác.
Hạ viện đã đàn hạch 16 quan chức và Thượng viện đã kết tội bảy quan chức (một quan chức từ chức trước khi bị đưa ra luận tội). Chỉ có ba tổng thống bị đàn hạch: Andrew Johnson vào năm 1868, Bill Clinton vào năm 1998 và Donald Trump vào năm 2019 và 2021. Chưa có tổng thống nào bị kết tội; đối với Johnson thì Thượng viện chỉ thiếu một phiếu bầu để kết tội.
Tu chính án XX Hiến pháp Hoa Kỳ quy định Thượng viện bầu phó tổng thống trong hai ứng cử viên được số phiếu bầu cao nhất trong trường họp không có ứng cử viên nào được đa số phiếu bầu trong Đại cử tri Đoàn. Chỉ có một lần duy nhất Thượng viện bầu phó tổng thống: năm 1837, Thượng viện bầu Richard Mentor Johnson làm phó tổng thống.